# 山平重樹
山平 重樹（やまだいら しげき、1953年 - ）は、日本のノンフィクション作家・フリーライター。

## 人物
山形県出身。法政大学文学部卒業。アウトローものを得意とし、ルポ、小説、ノンフィクション、映画原作、漫画原作など多数の著書がある。

## 著書
- 『ヤクザに学ぶビジネス人間力学 できるヤツはここが違う』1987年1月 大和書房
- 『任侠 情念の王国を築く男たち』（ピラミッドドキュメント文庫）1987年8月 ピラミッド社
- 『極道に学ぶビジネスマン男の磨き方』1988年1月/1990年/1995年/2001年[3] 大和書房
- 『ドキュメント 浜松一力一家始末記 煽動された住民と生贄にされた暴力団』1988年7月 エスエル出版会
- 『野村秋介 人間ドキュメント』1988年8月 二十一世紀書院
- 『果てなき夢 ドキュメント新右翼』1989年11月 二十一世紀書院
- 『極道に学ぶビジネス人間力学』1990年3月/1995年4月・2001年[4] 大和書房
- 『残侠 会津小鉄・図越利一の半生』1992年2月 双葉社
  - 『残侠 会津小鉄・図越利一の半生』（双葉文庫）1999年1月 双葉社
- 『北海道水滸伝』1993年4月 双葉社
- 『血風 賽の目侠伝 落合一家総長高橋岩太郎一代記』1993年11月 三一書房
- 『遊侠愚連一代 実録・南海の松』1994年6月 双葉社
  - 『遊侠愚連一代 実録・南海の松』（双葉文庫）2000年1月 双葉社
- 『侠魁 <小説>大前田英五郎』1996年4月 双葉社
- 『横浜愚連隊物語 モロッコの辰』1996年4月 大和書房
- 『新宿愚連隊物語』1996年11月 双葉社
- 『蒼牙 伝説の関東政・浜本政吉一代記』1998年3月 廣済堂出版
- 『銀座愚連隊物語』1998年4月 双葉社
- 『愚連隊列伝 モロッコの辰』（幻冬舎アウトロー文庫）1998年12月 幻冬舎
- 『愚連隊列伝2 愚連隊の元祖 万年東一』（幻冬舎アウトロー文庫）1999年6月 幻冬舎
- 『或る日本主義者の半生』1999年10月 ネイション21
- 『北海道水滸伝』1999年10月 双葉社
- 『愚連隊列伝3 新宿の帝王 加納貢』（幻冬舎アウトロー文庫）1999年11月 幻冬舎
- 『ヤクザ大全 その知られざる実態』（幻冬舎アウトロー文庫）1999年12月 幻冬舎
- 『獅子の双貌 ロスの昼と夜を制覇した日本人リオ・オリイ 長編実録小説』2000年2月 祥伝社
- 『ヤクザ伝 裏社会の男たち』（幻冬舎アウトロー文庫）2000年6月 幻冬舎
- 『不退の軍治 藤田卯一郎の生涯』2000年11月 雷韻出版
- 『愚連隊列伝4 私設銀座警察』（幻冬舎アウトロー文庫）2000年12月 幻冬舎
- 『現代ヤクザ録』（ちくま文庫）2001年2月 筑摩書房
- 『サムライの拳 空手界の蒼き狼 三浦美幸の激闘譜』2002年5月 双葉社
  - 『サムライの拳 空手界の蒼き狼 三浦美幸の激闘譜』（双葉文庫）2004年6月 双葉社
- 『ヤクザ・レポート』（ちくま文庫）2002年9月 筑摩書房
- 『ヤクザに学ぶ交渉術』（幻冬舎アウトロー文庫）2002年12月 幻冬舎
- 『破天荒ヤクザ伝・浜本政吉』（幻冬舎アウトロー文庫）2003年2月 幻冬舎
- 『ヤクザに学ぶ指導力』（幻冬舎アウトロー文庫）2003年5月 幻冬舎
- 『ヤクザに学べ!男の出世学』（ちくま文庫）2003年8月 筑摩書房
- 『ヤクザに学ぶ決断力』（幻冬舎アウトロー文庫）2003年10月 幻冬舎
- 『義侠ヤクザ伝・藤田卯一郎』（幻冬舎アウトロー文庫）2003年12月 幻冬舎
- 『任侠映画が青春だった 全証言伝説のヒーローとその時代』2004年1月 徳間書店
- 『最後の浪人 阿部勉伝 酒抱きてけふも堕ちなん』2004年3月 ジェイズ・恵文社
- 『ヤクザに学ぶできる男の条件』（祥伝社黄金文庫）2004年 祥伝社
- 『ヤクザに学ぶ「ビジネス戦闘術」』（双葉文庫）2004年5月 双葉社
- 『ヤクザに学ぶ恋愛交渉術』（幻冬舎アウトロー文庫）2004年6月 幻冬舎
- 『一徹ヤクザ伝 高橋岩太郎』（幻冬舎アウトロー文庫）2004年12月 幻冬舎
- 『悠悠ヤクザ伝 福原陸三 住吉会名誉顧問の疾風怒濤の半生』（幻冬舎アウトロー文庫）2005年7月 幻冬舎
- 『伝説のヤクザ 実録日本侠雄列伝』2005年11月 竹書房
- 『ヤクザに学ぶサバイバル戦略』2005年12月 コアマガジン
- 『極道の姐さんに学ぶ素敵な男の育て方』（幻冬舎アウトロー文庫）2005年12月 幻冬舎
- 『ヤクザに学ぶ組織論』（ちくま新書）2006年1月 筑摩書房
- 『ヤクザの死に様 伝説に残る43人』（幻冬舎アウトロー文庫）2006年12月 幻冬舎
- 『ヤクザに学ぶ「ビジネス戦闘術」』（双葉文庫）2006年09月 双葉社
- 『千年の松 松葉会会長 牧野国泰の半生』2007年2月 竹書房
- 『ヤクザに学ぶサバイバル戦略』（幻冬舎アウトロー文庫）2007年6月 幻冬舎
- 『ヤクザに学ぶできる男の条件』（祥伝社黄金文庫）2007年7月 祥伝社
- 『伝説のステゴロヤクザ』2007年12月 KKベストブック
- 『ヤクザに学ぶ伸びる男ダメなヤツ』（徳間文庫）2008年7月 徳間書店
- 『瑠璃の鳴くころに みちのく遊侠伝 住吉会住吉一家西海家五代目菅原孝太郎の生涯』2008年8月 KKベストブック
- 『実録 新宿ヤクザ伝 阿形充規とその時代』2008年11月 双葉社
  - 『実録・新宿ヤクザ伝 阿形充規とその時代』（幻冬舎アウトロー文庫）2012年8月 幻冬舎
- 『連邦刑務所（プリズン）から生還した男 FBI囮捜査と日本ヤクザ』2008年12月 筑摩書房
  - 『連邦刑務所から生還した男 FBI囮捜査と日本ヤクザ』（幻冬舎アウトロー文庫）2015年12月 幻冬舎
- 『不退ヤクザ伝 牧野国泰 松葉会六代目会長、捨身忠義の任侠道』（幻冬舎アウトロー文庫）2008年12月 幻冬舎
- 『実録 神戸芸能社 山口組・田岡一雄三代目と戦後芸能界』2009年11月 双葉社
  - 『実録小説 神戸芸能社 山口組・田岡一雄三代目と戦後芸能界』（双葉文庫）2012年11月 双葉社
- 『最強の経済ヤクザと呼ばれた男 稲川会二代目 石井隆匡の生涯』2009年12月 コアマガジン
  - 『最強の経済ヤクザと呼ばれた男 稲川会二代目会長 石井隆匡の生涯』（幻冬舎アウトロー文庫）2013年12月 幻冬舎
- 『仕事で使えるヤクザ親分の名言』2010年1月 徳間書店
- 『ヤクザに学ぶクレーム処理術』（祥伝社黄金文庫）2010年3月 祥伝社
- 『裁かれるのは我なり 袴田事件主任裁判官 三十九年目の真実』2010年6月 双葉社
- 『生き残る最強組織の「成功」法則』2010年9月 コアマガジン
- 『実録ヤクザ映画で学ぶ抗争史 究極のドラマ』（ちくま文庫）2011年2月 筑摩書房
- 『連合赤軍物語紅炎（プロミネンス）』（徳間文庫）2011年2月 徳間書店
- 『ヤクザの散り際 歴史に名を刻む40人』（幻冬舎アウトロー文庫）2012年12月 幻冬舎
- 『仕事で使えるヤクザ親分の名言』（徳間文庫）2012年12月 徳間書店
- 『冤罪・キャッツアイ事件 ヤクザであることが罪だったのか』2012年12月 筑摩書房
  - 『闘いいまだ終わらず 現代浪華遊侠伝・川口和秀』（幻冬舎アウトロー文庫）2016年6月 幻冬舎　改題文庫化
- 『戦後アウトローの死に様』（双葉新書）2013年11月 双葉社
- 『旭龍 沖縄ヤクザ統一への軌跡 富永清・伝』（幻冬舎アウトロー文庫）2014年4月 幻冬舎
- 『心を奮い立たせる『仁義なき戦い』の名セリフ』（双葉新書）2014年6月 双葉社
- 『袴田事件 裁かれるのは我なり』（ちくま文庫）2014年10月 筑摩書房
- 『高倉健と任侠映画』（徳間文庫カレッジ）2015年2月 徳間書店
- 『決死勤皇 生涯志士 三浦重周伝』2015年3月 並木書房
- 『実録 異端者（おとこ）たちの最期』2015年12月 徳間書店
- 『激しき雪 最後の国士・野村秋介』2016年9月 幻冬舎
  - 『激しき雪 最後の国士・野村秋介』（幻冬舎アウトロー文庫）2018年10月 幻冬舎
- 『叛骨（ごじゃもん）最後の極道・竹中武』2017年4月 徳間書店
  - 『叛骨（ごじゃもん）最後の極道・竹中武』（徳間文庫）2019年3月 徳間書店
- 『ドキュメント 新右翼 何と闘ってきたのか』（祥伝社新書）2017年12月 祥伝社
- 『サムライ 六代目山口組直参 落合勇治の半生』2018年3月 徳間書店
  - 『サムライ 六代目山口組直参 落合勇治の半生』（徳間文庫）2020年7月 徳間書店
- 『アウトロー臨終図鑑』2018年4月 幻冬舎
- 『伝説のヤクザ18人』（文庫ぎんが堂）2018年8月 イースト・プレス
- 『最強武闘派と呼ばれた極道 元五代目山口組若頭補佐 中野会会長 中野太郎』2018年12月 かや書房
  - 『最強武闘派と呼ばれた極道 元五代目山口組若頭補佐 中野会会長 中野太郎 増補版』2019年12月 かや書房　新書化 ※中野太郎長男「激白」を追加収録
- 『高倉健からアホーと呼ばれた男 付き人西村泰治（ヤッさん）が明かす健さんとの40年』2020年11月 かや書房
- 『昭和を紡いだ東洋一のナイトクラブ 赤坂「ニューラテンクォーター」物語』2020年11月 双葉社
- 『撃攘「東海のドン」平井一家八代目・河澄政照の激烈生涯』（徳間文庫）2021年9月8日 徳間書店
- 『爆弾と呼ばれた極道 ボンノ外伝 破天荒一代・天野洋志穂』2022年6月18日 徳間書店
- 『熱き魂、汝の名はジョンツ 横浜弧狼伝』2022年12月25日 壮神社
- 『力道山を刺した男 村田勝志』2023年5月30日 かや書房
- 『東映任俠映画とその時代』2023年11月24日 清談社Publico
- 『極私的ヤクザ伝 昭和を駆け抜けた親分41人の肖像』2023年11月29日 徳間書店
- 『山口組のキッシンジャーと呼ばれた男 黒澤明 その激動の生涯』2024年5月30日 徳間書店

共著
- 竹峰且秀共著『拳道伝説 拳聖・中村日出夫の足跡』1990年6月 福昌堂

監修
- 週刊大衆特別編集『ヤクザ大辞典』1992年3月 双葉社
- 週刊大衆特別編集『ヤクザ大辞典 VOL.2』1993年4月 双葉社 ※「週刊大衆」1991年2月から1992年10月まで掲載されたものを加筆・訂正
- 著：週刊アサヒ芸能編集部『21世紀のヤクザ基礎知識』2001年7月 徳間書店
- 編・著：週刊大衆編集部『ヤクザ大辞典』（双葉文庫）2002年2月 双葉社
- 編・著：週刊大衆編集部『親分への道 ヤクザ大辞典』（双葉文庫）2002年9月 双葉社
- 著：週刊アサヒ芸能編集部『現代ヤクザのすべてがわかる本』2003年1月 徳間書店

寄稿
- 監修：村上和彦『任侠塾 ヤクザに学ぶ修羅場の人生哲学』2009年 コアマガジン
特別寄稿：山平重樹「任侠界の巨人たち」三代目山口組若頭・山本健一 / 稲川会総裁・稲川聖城 / 住吉連合会総裁・堀政夫

## ヤクザに学ぶシリーズ
- 「ヤクザに学ぶビジネス人間力学 できるヤツはここが違う」1987年1月 大和書房
- 「ヤクザに学ぶ交渉術」（幻冬舎アウトロー文庫）2002年12月 幻冬舎（電子書籍あり）
- 「ヤクザに学ぶ指導力」（幻冬舎アウトロー文庫）2003年5月 幻冬舎（電子書籍あり）
- 「ヤクザに学ぶ決断力」（幻冬舎アウトロー文庫）2003年10月 幻冬舎（電子書籍あり）
- 「ヤクザに学ぶできる男の条件」（祥伝社黄金文庫）2004年2月 祥伝社
- 「ヤクザに学ぶ「ビジネス戦闘術」（双葉文庫）2004年3月 双葉社
- 「ヤクザに学ぶ恋愛交渉術」（幻冬舎アウトロー文庫）2004年6月 幻冬舎（電子書籍あり）
- 「ヤクザに学ぶサバイバル戦略」2005年12月 コアマガジン
- 「ヤクザに学ぶ組織論」（ちくま新書）2006年1月 筑摩書房（電子書籍あり）
- 「ヤクザに学ぶサバイバル戦略」（幻冬舎アウトロー文庫）2007年6月 幻冬舎（電子書籍あり）
- 「ヤクザに学ぶ伸びる男ダメなヤツ」（徳間文庫）2008年7月 徳間書店
- 「ヤクザに学ぶクレーム処理術」（祥伝社黄金文庫）2010年3月 祥伝社

## 劇画（原作）
- 「ヤクザ大辞典」（双葉社 アクションコミックス）画：原田久仁信 全4巻
  - 「ヤクザ大辞典（1）」1994年12月
  - 「ヤクザ大辞典（2）」1995年4月
  - 「ヤクザ大辞典（3）」1995年5月
  - 「ヤクザ大辞典（4）」1995年6月
- 「修羅の群像1」（竹書房 バンブーコミックス）画：宮尾タケシ 2001年6月
- 「実録 愚連隊の元祖 万年東一」実録ピカレスクシリーズ（竹書房 バンブーコミックス）画：田中正仁 脚本：天龍寺弦 全2巻
  - 「実録 愚連隊の元祖 万年東一（ケンカ爆弾編）」2004年3月
  - 「実録 愚連隊の元祖 万年東一（愛国愚連隊編）」2004年7月
- 「実録 私設銀座警察（ビギン・ザ・ギンザ編）」実録ピカレスクシリーズ（竹書房 バンブーコミックス）画：渋田武春 脚本：天龍寺弦 2004年5月
- 「実録 破天荒ヤクザ伝 浜本政吉」実録ピカレスクシリーズ（竹書房 バンブーコミックス）画：松久由宇 脚本：天龍寺弦 全3巻
  - 「実録 破天荒ヤクザ伝 浜本政吉（青春人情編）」2004年6月
  - 「実録 破天荒ヤクザ伝 浜本政吉（爆裂！兵隊編）」2004年11月
  - 「実録 破天荒ヤクザ伝 浜本政吉（游侠烈士編）」2005年10月
- 「実録 残侠 三代目会津小鉄 図越利一」実録ピカレスクシリーズ（竹書房 バンブーコミックス）画：高橋晴雅 全4巻
  - 「実録 残侠 三代目会津小鉄 図越利一（希代の侠客編）実録」2004年7月
  - 「実録 残侠 三代目会津小鉄 図越利一（激突！！七条署編）」2004年9月
  - 「実録 残侠 三代目会津小鉄 図越利一（木屋町事件編）」2005年1月
  - 「実録 残侠 三代目会津小鉄 図越利一（三代目襲名編）」2005年6月
- 「実録 義侠の虎 私設銀座警察」実録ピカレスクシリーズ（竹書房 バンブーコミックス）画：渋田武春 脚本：天龍寺弦
  - 「実録 義侠の虎 私設銀座警察」2004年8月
  - 「実録 義狭の虎（亜細亜のハリマオ編）私設銀座警察」2005年6月
- 「実録 紅蓮の疾風 加納貢」実録ピカレスクシリーズ（竹書房 バンブーコミックス）画：和田順一 脚本：天龍寺弦 全3巻
  - 「実録 紅蓮の疾風 加納貢（新宿の帝王）」2004年10月
  - 「実録 紅蓮の疾風 加納貢（事実誤認編）」2005年2月
  - 「実録 紅蓮の疾風 加納貢（永遠の愚連隊編） 新宿の帝王」2005年7月
- 「実録 義侠ヤクザ伝 松葉会 藤田卯一郎」実録ピカレスクシリーズ（竹書房 バンブーコミックス）画：池田鷹一 脚本：天龍寺弦 全3巻
  - 「実録 義侠ヤクザ伝 松葉会 藤田卯一郎 昭和の武士編」2004年11月
  - 「実録 義侠ヤクザ伝 松葉会 藤田卯一郎（松葉会結成編）」2005年3月
  - 「実録 義侠ヤクザ伝 松葉会 藤田卯一郎（炎の会旗編）」2005年8月
- 「実録 ケンカ黙示録 愚連隊の元祖 万年東一」実録ピカレスクシリーズ（竹書房 バンブーコミックス）画：田中正仁 脚本：天龍寺弦 全2巻
  - 「実録 ケンカ黙示録 愚連隊の元祖 万年東一（大陸死闘編）」2004年12月
  - 「実録 ケンカ黙示録 愚連隊の元祖 万年東一（仁義継承編）」2005年5月
- 「実録 一徹ヤクザ伝 高橋岩太郎」実録ピカレスクシリーズ（竹書房 バンブーコミックス）画：田中正仁 脚本：天龍寺弦 全3巻
  - 「実録 一徹ヤクザ伝 高橋岩太郎（戦後最大の暴動！編）」2005年11月
  - 「実録 一徹ヤクザ伝 高橋岩太郎（鉄火一本槍編）」2006年5月
  - 「実録 一徹ヤクザ伝 高橋岩太郎（懲役仁義編）」2006年12月
- 「実録 風雲ヤクザ伝 モロッコの辰 出口辰夫」実録ピカレスクシリーズ（竹書房 バンブーコミックス）画：田丸ようすけ 脚本：天龍寺弦 全3巻
  - 「実録 風雲ヤクザ伝 モロッコの辰 出口辰夫（ハマの覇王編）」2005年2月
  - 「実録風雲ヤクザ伝モロッコの辰 出口辰夫（集結・四天王！！編）」2005年5月
  - 「実録 風雲ヤクザ伝 モロッコの辰 出口辰夫（遥かなるモロッコ編）」2005年9月
- 「実録 悠々ヤクザ伝 福原陸三」実録ピカレスクシリーズ（竹書房 バンブーコミックス）画：二ツ木哲郎 脚本：天龍寺弦 全3巻
  - 「実録 悠々ヤクザ伝 福原陸三（よろず屋稼業編）」2006年2月
  - 「実録 悠々ヤクザ伝 福原陸三（博徒稼業編）」2006年7月
  - 「実録 悠々ヤクザ伝 福原陸三（侠客稼業編）」2006年11月
- 「ヤクザに学ぶ～」実録ビジネスシリーズ（竹書房 バンブーコミックス）脚本：天龍寺弦
  - 「ヤクザに学ぶできる男の条件（成功編）」画：大林かおる・田丸ようすけ 2006年2月
  - 「ヤクザに学ぶビジネス戦闘術（必勝編）」画：大林かおる・摩周子 2006年3月
- 「実録 不敵ヤクザ伝 雁木のバラ 荏原哲夫」実録ピカレスクシリーズ（竹書房 バンブーコミックス）画：沖田龍児 脚本：天龍寺弦 2006年3月
- 「実録 反逆ヤクザ伝 ジャッキー 長岡宗一」実録ピカレスクシリーズ（竹書房 バンブーコミックス）画：鴨林源史 脚本：天龍寺弦 2006年6月
- 「実録 悪名ヤクザ伝 南海の松 松田武嗣」実録ピカレスクシリーズ（竹書房 バンブーコミックス）画：服部一巳 脚本：天龍寺弦 全2巻
  - 「実録 悪名ヤクザ伝 南海の松 松田武嗣（純情愚連隊編）」2006年7月
  - 「実録 悪名ヤクザ伝 南海の松 松田武嗣（破天荒伝説編）」2007年2月
- 「実録 咆哮ヤクザ伝 五代目山口組初代誠友会 北海のライオン 石間春夫」実録ピカレスクシリーズ（竹書房 バンブーコミックス）画：沖田龍児 脚本：天龍寺弦 2006年8月
- 「実録 不退ヤクザ伝 松葉会会長 牧野国泰（男の魂編）」実録ピカレスクシリーズ（竹書房 バンブーコミックス）画：池田鷹一 脚本：天龍寺弦 2007年9月
- 「実録 憂国のカリスマ 野村秋介」実録ピカレスクシリーズ（竹書房 バンブーコミックス）画：木村英志 脚本：天龍寺弦 2007年11月
- 「ヤクザ大辞典」（双葉社 アクションコミックス）画：原田久仁信
  - 「ヤクザ大辞典（ヤクザという生き方）」2007年11月
  - 「ヤクザ大辞典（これがヤクザの裏の裏）」2008年2月
  - 「ヤクザ大辞典（ヤクザという名の男道）」2008年3月
- 「実録 傾奇ヤクザ伝 住吉会住吉一家日野六代目 阿形充規」実録ピカレスクシリーズ（竹書房 バンブーコミックス）画：石山あきら 脚本：二条凛 2008年12月
- 実話マッドマックス特別編集「劇画 ヤクザの死に様　極道たちの最期」（コアマガジン コアコミックス）2009年-2010年 全3巻
  - 「劇画 ヤクザの死に様 極道たちの最期」2009年6月
    - 「田岡一雄」画：柳田東一郎
    - 「山本健一」画：伊賀和洋
    - 「竹中正久」画：のなかみのる
    - 「地道行雄」画：ワタナベダイスケ
    - 「菅谷政雄」画：のなかみのる
    - 「梶原清晴」画：清水おさむ
    - 「宅見勝」画：子原こう
    - 「夜桜銀次」画：清水おさむ
    - 「石間春夫」画：木村周司
    - 「工藤和義」画：景山ロウ

  - 「劇画 ヤクザの死に様 極道たちの最期 第二巻」2009年12月
    - 「大西政寛」画：木村周司
    - 「堀政夫」画：マグナム元気
    - 「高橋輝男」画：のなかみのる
    - 「石井隆匡」画：伊賀和洋
    - 「山本広」画：マグナム元気
    - 「花形敬」画：木村周司
    - 「出口辰夫」画：ミナミ新平
    - 「鳴海清」画：のなかみのる

  - 「劇画 ヤクザの死に様 極道たちの最期 第三巻」2010年5月
    - 「山一抗争」画：マグナム元気 脚本：神峻
    - 「石川力夫」画：木村周司
    - 「山上光治」画：ガバメント少年
    - 「稲川聖城」画：しもさか保
    - 「町井久之」画：伊賀和洋
    - 「川内弘」画：のなかみのる
    - 「波谷守之」画：笠原倫
    - 「一見直吉」画：笠原倫
    - 「松田義一」画：摩周子
    - 「石黒彦一」画：面独斎
    - 「弘田賢二」画：ハヤカワ天狗
    - 「城迫正一」画：ムコキマッソ
    - 「花田章」画：野口千里
    - 「万年東一」画：川島ビリッジ
    - 「荏原哲夫」画：たかや健二
    - 「城島健慈」画：野澤祐二
    - 「吉田武」画：マグナム元気
    - 「三木恢」画：李章源
    - 「松田武嗣」画：細井雄二
    - 「柳川重男」画：駕籠真太郎
    - 「鈴木龍馬」画：立沢直也
- 「実録 驍将ヤクザ伝 稲川会二代目会長 石井隆匡」実録ピカレスクシリーズ（竹書房 バンブーコミックス）画：佐々木ひさし 脚本：土井泰昭 2010年3月
- 「実録 三代目山口組 神戸芸能激闘史」実録ピカレスクシリーズ（竹書房 バンブーコミックス）画：一の瀬正 脚色：東史郎 2010年4月
  - 「実録 三代目山口組 神戸芸能激闘史（進撃編）」2010年4月
  - 「実録 三代目山口組 神戸芸能激闘史（華麗なる終焉）」2010年10月

電子書籍のみ
「竹書房バンブーコミックス 実録ピカレスクシリーズ」のうち下記を改題し電子書籍化
- 実録極道抗争シリーズ（笠倉出版社 カルトコミックス）
  - 「実録 血の山口組抗争史 神戸芸能社風雲録 山口組興行部」2016年8月12日 全3巻
「実録 三代目山口組 神戸芸能激闘史」全2巻（2010年）を改題。
- 実録 昭和のレジェンドやくざ シリーズ（ユサブルCOMICS）
  - 「破天荒ヤクザ伝 浜本政吉 ～銀座のバカ政から関東政へ！女にも滅法モテた最強の侠客～」2023年2月8日 全3巻
「実録 破天荒ヤクザ伝 浜本政吉」全3巻（2004年-2005年）を改題。
- 実録ヤクザ列伝（ユサブルCOMICS）
  - 「実録ヤクザ列伝 三代目会津小鉄 図越利一」2023年7月6日 全4巻
「実録 残侠 三代目会津小鉄 図越利一」全4巻（2004年-2005年）を改題。
  - 「実録ヤクザ列伝 モロッコの辰 出口辰夫 ～ハマの愚連隊から伝説の稲村会四天王へ～」2023/10/2
「実録 風雲ヤクザ伝 モロッコの辰 出口辰夫」全3巻（2005年）を改題。
  - 「実録ヤクザ列伝 極道ブレイキングダウン 万年東一 ～ケンカ最強!!愚連隊のカリスマ～」（ユサブルCOMICS）2023年11月24日 全4巻
「実録 愚連隊の元祖 万年東一」全2巻（2004年）と「実録 ケンカ黙示録 愚連隊の元祖 万年東一」全2巻（2004年-2005年）を改題。
  - 「実録ヤクザ列伝 五代目山口組初代誠友会 北海のライオン 石間春夫 ～命を懸けて北海道を守った漢～」2024年7月9日 全1巻
「実録 咆哮ヤクザ伝 五代目山口組初代誠友会 北海のライオン 石間春夫」全1巻（2006年）を改題。

## 映像化作品（原作）
- 「Morocco 横浜愚連隊物語」（主演・柳葉敏郎）1996年　ムービー・ブラザース　監督：和泉聖治 原作「モロッコの辰」大和書房
  - 「Morocco 横浜愚連隊物語」1996年5月4日劇場公開 90分
  - 「Morocco 横浜愚連隊物語2」1996年5月4日劇場公開 95分
- 「北海道水滸伝 484ブルース 伝説の雁木のバラ」（主演・白竜）2004年　GPミュージアムソフト　監督：光石富士朗 原作「北海道水滸伝」双葉社
- 「実録・不退の松葉」2005年-2006年 全2作　GPミュージアムソフト　監督：辻裕之 原作「不退の軍治 藤田卯一郎の生涯」
  - 「実録・不退の松葉」（主演・岡崎二朗）2005年10月 80分
  - 「実録・不退の松葉 完結編」（主演・松方弘樹）2006年2月 82分
- 「実録・東海道抗争 白と黒」（主演・白竜）2006年　GPミュージアムソフト　監督：辻裕之 80分 原作「浜松一力一家始末記 煽動された住民と生贄にされた暴力団」
- 「ビジネスマン必勝講座 ヤクザに学ぶ～」（ナビゲーター：小沢仁志）2007年-2008年　GPミュージアムソフト　全4作
  - 「ビジネスマン必勝講座 ヤクザに学ぶ交渉術」2007年5月 監督：佃謙介 72分 原作「ヤクザに学ぶ交渉術」幻冬舎アウトロー文庫
  - 「ビジネスマン必勝講座 やくざに学ぶ指導力」2007年7月 監督：佃謙介 76分 原作「ヤクザに学ぶ指導力」幻冬舎アウトロー文庫
  - 「ビジネスマン必勝講座 ヤクザに学ぶ経済戦術」2007年11月 監督：山村淳史 77分 原作「ヤクザに学ぶ交渉術」幻冬舎アウトロー文庫
  - 「ビジネスマン必勝講座 ヤクザに学ぶカリスマ性」2008年2月 監督：山村淳史 73分 原作「ヤクザに学ぶ指導力」幻冬舎アウトロー文庫
- 「千年の松」（主演・白竜）全2作 2009年　GPミュージアムソフト　監督：高瀬将嗣 原作「千年の松 松葉会会長牧野国泰の半生」
  - 「千年の松」2009年2月 83分
  - 「千年の松 完結編」2009年4月 92分
- 「実録・銀座警察 義侠」（主演・加勢大周）全2作 2008年　GPミュージアムソフト　監督：金澤克次 原作「愚連隊列伝4 私設銀座警察」幻冬舎アウトロー文庫
  - 「実録・銀座警察 義侠」2008年7月 85分
  - 「実録・銀座警察 義侠 完結編」2008年9月 84分
- 「侠宴〜実録・阿形充規の半生〜」（主演・中村繁之）全2作 2009年　GPミュージアムソフト　監督：辻裕之
  - 「侠宴〜実録・阿形充規の半生〜」2009年8月 73分
  - 「侠宴 完結編〜実録・阿形充規の半生〜」2009年9月 73分
- 「もう一つの柳川組 木槿の花」（主演・尚玄）全2作 2009年　GPミュージアムソフト　監督：辻裕之 原作「伝説のステゴロヤクザ」KKベストブック
  - 「もう一つの柳川組 木槿の花」2009年11月 83分
  - 「もう一つの柳川組 木槿の花 完結編」2009年12月 88分
- 「ヤクザ大辞典」（主演・南原ハヤト）2009年　GPミュージアムソフト　監督：辻裕之 84分
- 「不良の神様 瑠璃の鳴く頃に」（主演・白竜）2012年1月　オールイン エンタテインメント　監督：片岡修二 70分 原作：「瑠璃の鳴くころに みちのく遊侠伝」
- 「修羅の花道」（主演・奥田瑛二）全2作　2012年　オールイン エンタテインメント　監督：壺井詠二 原作「最強の経済ヤクザと呼ばれた男」コアマガジン
  - 「修羅の花道」2012年2月 95分
  - 「修羅の花道2」2012年3月 76分
- 「中京統一戦線」（主演・的場浩司）2012年3月　オールイン エンタテインメント　監督：片岡修二 70分 原作：「撃攘」より